# 裸鼹鼠
裸鼹鼠（学名：Heterocephalus glaber）是一种分布于东非部分地区的挖掘类啮齿目动物，也是目前被分类于裸鼹鼠属下的唯一物种。它是仅有的两种真社会性哺乳动物之一（另外一种是達馬拉蘭鼴鼠），但由于对其真社会性有爭議，和其它满足 Wilson (1971) 定义的哺乳动物的存在，这个定义還有待討論。。

## 生活習性

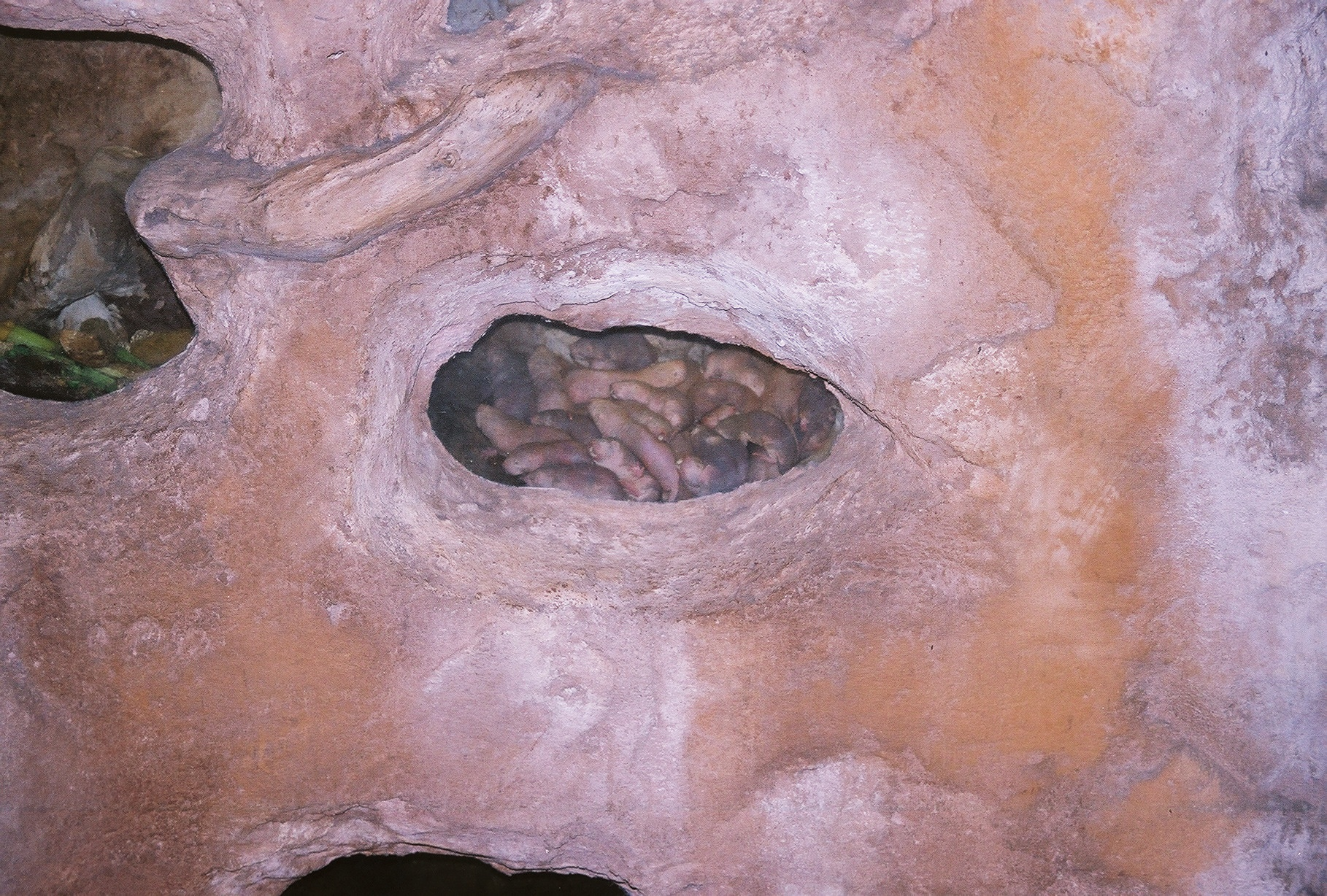
隧道中的一群裸鼹鼠
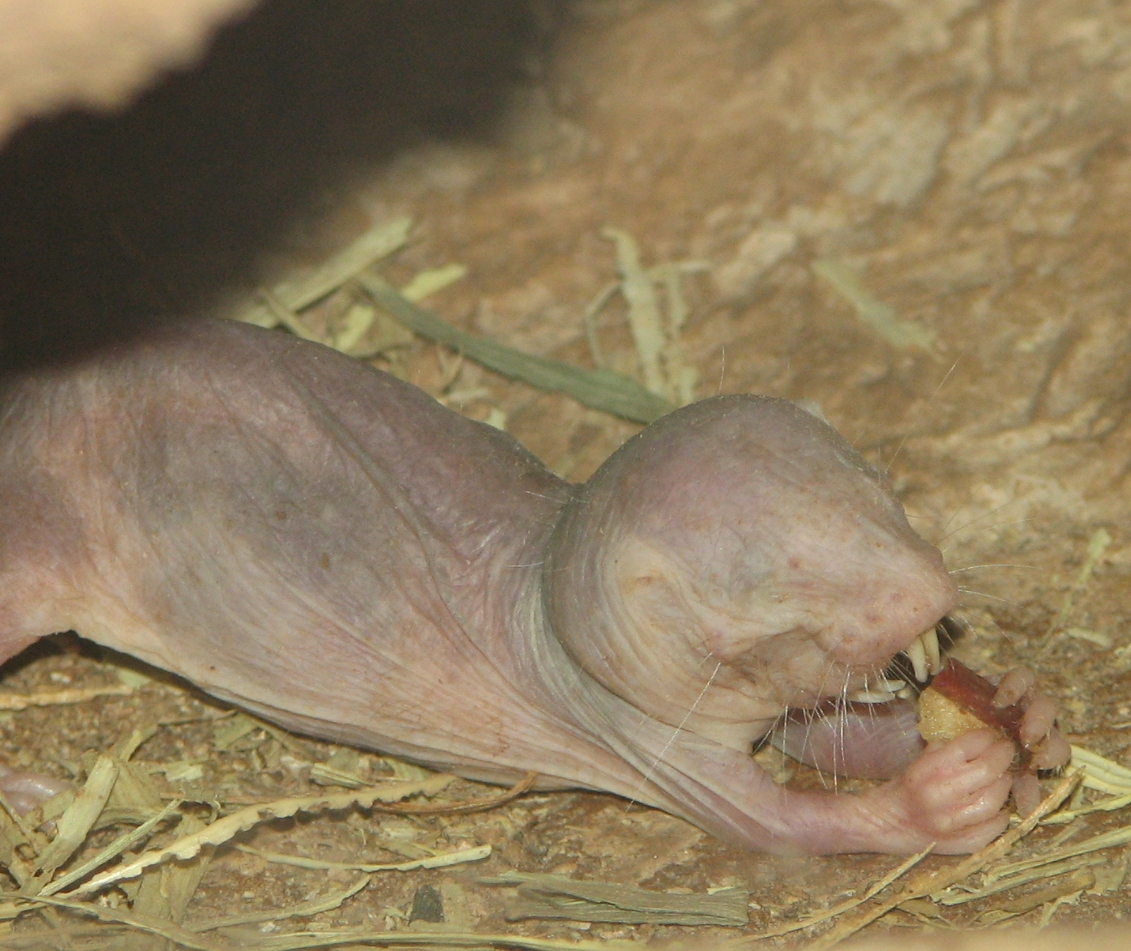
進食中的裸鼹鼠

每群裸鼹鼠有一只相当肥硕的女王和几只雄鼠後宮，其余无论雌雄均为工鼠，工鼠可能受女王尿中外激素的抑制而失去了生殖能力，专门负责采集食物、为女王保温、挖掘隧道等。一窝裸鼹鼠平均有七八十只，最多能达300只，但是每只工鼠的体重大约只有30克。

## 特殊能力
牠們特殊的身體機能令其可在惡劣的地下环境裡繁衍，包括：
- 皮肤痛觉的缺失；
- 非常低的代谢率，使牠可以有一般老鼠長10倍的30年壽命；
- 哺乳類動物當中唯一像冷血动物一样依靠外部调节体温的物種[7]；
- 身體機能幾乎不會退化；
- 癌症發病機率非常低；
- 到死前都可以繁殖後代；
- 不怕吃到有毒植物；
- 在低氧的環境下也可生存[8]
- 隨年齡增長的死亡率低於其他哺乳動物[9]

由於裸鼹鼠與人類基因的DNA有高達80%到93%相同，英國牛津大學的科學家認為裸鼹鼠的長壽秘密應該同樣可應用到人體，令人類延壽至200歲。

## 其他
在日本作家贵志佑介的小说《来自新世界》中，化鼠就是以裸鼹鼠为基础对人类进行改造的一种生物。